# 2021年千叶地震
2021年千叶地震是指2021年10月7日晚发生在日本千叶县的强烈地震。该次地震震中位于千叶县西北部（北纬35.6度，东经140.1度），震级为Mj 5.9级，震源深度约75千米，最大烈度为5强。此次地震共造成52人受伤。
此次地震是自2011年日本东北地方太平洋近海地震发生以来，东京都23区首次观测到震度5强的地震。

## 地质背景

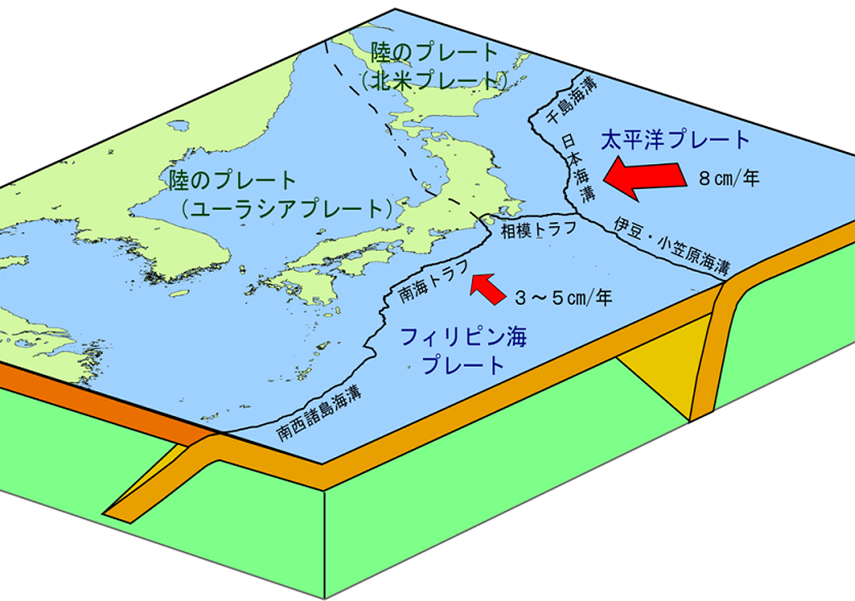
日本列岛周围的板块

日本列岛地处欧亚大陆板块、北美洲板块、太平洋板块和菲律宾海板块四个板块的交界处，是组成环太平洋火山地震带的一部分。太平洋板块、北美洲板块和欧亚大陆板块、菲律宾海板块互相碰撞，使得日本列岛逐渐从海底突起，这使得日本附近地区火山、地震等自然灾害频发。而千葉县近海位于北美板块和太平洋板块的接壤处，是日本地震频繁的地区之一。在此次地震发生之前，东北地方太平洋近海曾于2011年发生过日本观测史上规模最大的地震，即2011年东北地方太平洋近海地震。

## 观测研究

### 紧急地震速报
该次地震触发了紧急地震速报，是近48小时内日本气象厅发布的第3次紧急地震速报。在观测点检测到地震波约3.7秒后，日本气象厅对千叶县、茨城县、东京都、神奈川县、埼玉县、栃木县和群马县发布了紧急地震速报。

### 地震参数
根据日本气象厅发布的地震参数暂定值，该次地震震中位于千叶县西北部（北纬35.6度，东经140.1度），震级为Mj 6.1级，震源深度约80千米，最大烈度为5强。而在地震发生翌日凌晨，日本气象厅对上述地震参数进行了修订。震级被下调至Mj 5.9级，震源深度被修订为约75千米。
其他国家和地区的地震机构也发布了各自的测定结果。美国地质调查局认为，该次地震震级为MW 5.9级，震源深度约62.0千米，最大烈度为6（VI）度。此外，该机构在在线互联网震感调查页面中收到了至少1500份震感报告。欧洲地中海地震中心和德国地球科学中心测出的震级和美国相同，均为MW 5.9级，但测得的震源深度分别为60千米和61千米。而中国地震台网测出的震级在数值上较小，为Ms 5.8级。

### 烈度分布
下表列出了烈度达到5弱及以上的地区。
| 震度 | 都道府县 | 市町村                                                                      |
| ---- | -------- | --------------------------------------------------------------------------- |
| 5強  | 埼玉县   | 川口市 宮代町                                                               |
| 5強  | 东京都   | 足立区                                                                      |
| 5弱  | 埼玉县   | 埼玉市绿区 草加市 蕨市 八潮市 三乡市 幸手市 吉川市 加须市 鸿巢市 久喜市     |
| 5弱  | 千叶县   | 千叶市中央区 船橋市 松户市 流山市                                           |
| 5弱  | 东京都   | 大田区 町田市                                                               |
| 5弱  | 神奈川县 | 横滨市鹤见区 横滨市神奈川区 横滨市中区 横滨市港北区 横滨市绿区 川崎市川崎区 |

### 长周期地震动
千叶县西北部和东京都23区观测到了等级为2级的长周期地震动，即相当于室内发生了较大的摇晃，人在没有物体支撑的情况下很难走动的程度。此外，茨城县南部、群马县南部、埼玉县北部、埼玉县南部、千叶县东北部、千叶县南部和神奈川县东部观测到了等级为1级的长周期地震动，即相当于室内绝大多数人都感受到了震感的程度。